# Driss Lamdjadani
Driss Lamdjadani, né le 27 septembre 1947 à Sfax, est un handballeur international algérien.

## Carrière

### Carrière en club
Il joue à l'USM Annaba où il remporte le doublé Coupe d'Algérie-Championnat d'Algérie en 1968 et termine en finale de la Coupe d'Algérie en 1969.
Avec le GCS Alger, il remporte la Coupe d'Algérie en 1970.
Il évolue ensuite au CSS Kouba Alger avec lequel il est champion d'Algérie en 1970, 1971 et 1972 et vainqueur de la Coupe d'Algérie en 1971 et en 1974. Il est ensuite vainqueur de la Coupe d'Algérie en 1975 et champion d'Algérie en 1977 avec le CS DNC Alger.
Avec le Nadit Alger, il est champion d'Algérie en 1978 et vainqueur de la Coupe d'Algérie 1975-1976, de la Coupe d'Algérie 1978-1979 et de la Coupe d'Algérie 1979-1980.

### Carrière en sélection
Avec l'équipe d'Algérie où il évolue de 1965 à 1979, il participe aux Jeux méditerranéens de 1967 à Tunis, où l'Algérie termine quatrième, et où il est nommé joueur du fair-play du tournoi.
Il remporte la médaille d'or des Jeux africains de 1973 à Lagos, la médaillé de bronze au Championnat d'Afrique des nations 1976 à Alger et médaillé de bronze aux Jeux méditerranéens de 1975 à Alger. Il participe au Championnat du monde 1974 en Allemagne de l'Est.
Il est également champion maghrébin des nations en 1975 à Alger, vice-champion du Maghreb en 1969 à Rabat et en 1971 à Alger.
Il remporte la médaille d'or des Jeux africains de 1978 à Alger.

## Vie privée
Driss Lamdjadani est marié et a trois filles, l'une présentatrice à Canal Algérie, l'autre pilote et la dernière étudiante en école de commerce. Il travaille dans la restauration.